# Высший совет народного хозяйства РСФСР
Вы́сший сове́т наро́дного хозя́йства РСФСР (сокр. ВСНХ РСФСР), до 1918 года — Вы́сший сове́т наро́дного хозя́йства (сокр. ВСНХ) — орган управления народным хозяйством Российской Советской Федеративной Социалистической Республики, действовавший с 1917 по 1932 годы.

## История

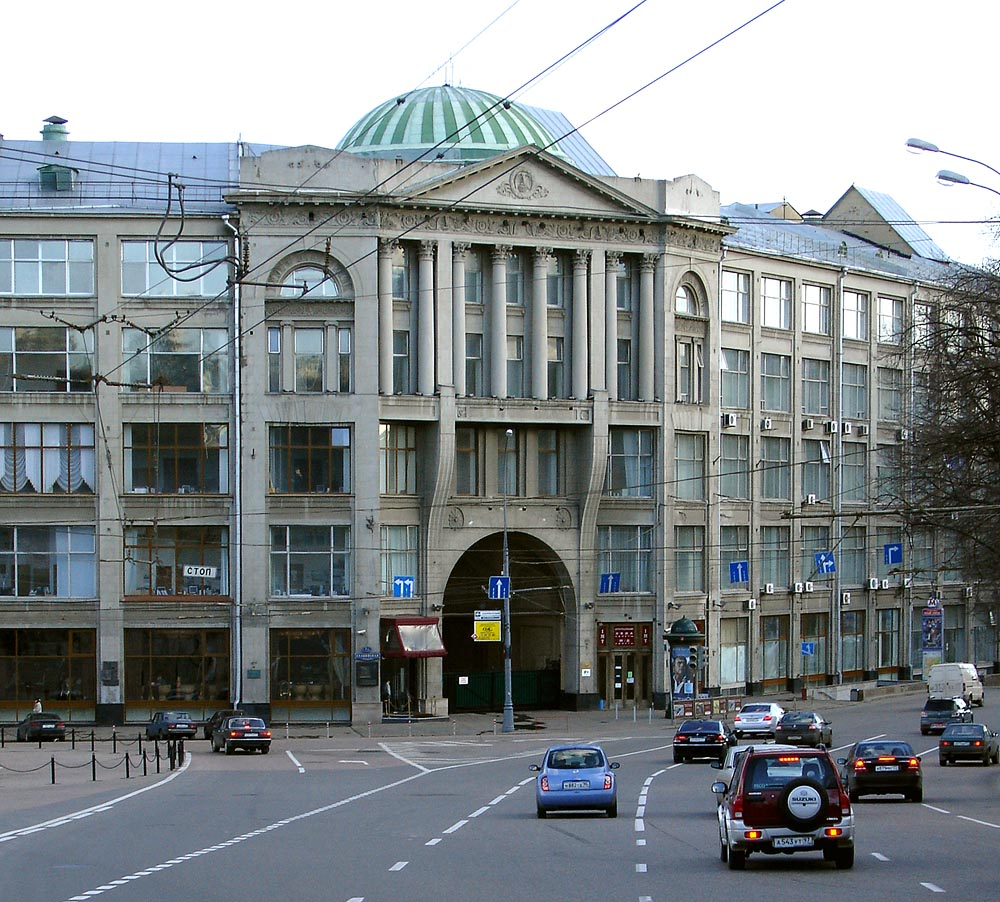
Деловой двор — здание ВСНХ РСФСР в Москве в 1921—23 годы

Высший совет народного хозяйства (сокр. ВСНХ) при Совете народных комиссаров был учреждён 5 (18)  декабря 1917 совместным декретом Об образовании Высшего Совета Народного Хозяйства (ВСНХ) от 2 (15) декабря 1917. На ВСНХ была возложена «задача организации народного хозяйства и государственных финансов», для осуществления которой ВСНХ наделялся полномочиями выработки общих норм и планов регулирования экономики, координации деятельности центральных и местных регулирующих органов, народных комиссариатов, Всероссийского совета рабочего контроля и профсоюзов рабочих. В дополнение, ВСНХ предоставлялось «право конфискации, реквизиции, секвестра, принудительного синдицирования различных отраслей промышленности и торговли и прочих мероприятий в области производства, распределения и государственных финансов». На уровне страны совету было поручено разрабатывать законопроекты, вносить предложения в Совнарком и осуществлять организацию строительства, транспорта, торговли и финансов. На местном уровне ВСНХ направлял деятельность экономических отделов местных советов. Широкие полномочия, которыми был наделён ВСНХ, придавали ему статус органа осуществления экономической диктатуры пролетариата, что отчётливо проявилось в годы Военного коммунизма, когда ВСНХ занимался принудительным изъятием частной собственности и распределением сырья и готовой продукции в промышленности. После принятия Конституции РСФСР в 1918 году, переименован в Высший совет народного хозяйства РСФСР (сокр. ВСНХ РСФСР).
В августе 1918 года ВСНХ РСФСР был придан статус многоотраслевого народного комиссариата. В конце 1920 года была проведена первая реорганизация центральных органов управления промышленностью РСФСР, что привело к сокращению числа главков и центров ВСНХ с 71 до 16. VIII съезд Советов принял постановление «О местных органах экономического управления», согласно которому главкам и центрам ВСНХ был придан статус органов, руководящих работой губернских совнархозов (ГСНХ) на основе единого народно-хозяйственного плана. Отныне оперативное руководство предприятиями осуществляли местные совнархозы. Для руководства губсовнархозами и предприятиями, подведомственными ВСНХ в той или иной области, были созданы областные (объединявшие несколько губерний) промбюро. IV Всероссийский съезд совнархозов в мае 1921 года разделил все промышленные предприятия на две группы: имеющие общегосударственное значение, которые оставались в подчинении ВСНХ, и все остальные, управляемые непосредственно губсовнархозами и промбюро. В итоге в непосредственном ведении ВСНХ из 37 тысяч осталось 4500 наиболее крупных предприятий, а общее число рабочих, занятых в госпромышленности, сократилось с 1400 до 1200 тыс. чел. К лету 1922 года в составе центрального аппарата ВСНХ остались главные управления по металлической промышленности (Главметалл), по горной (Главгорпром), по угольной (Главуголь), по электротехнической (Главэлектро), по топливной (ГУТ), по военной (Главвоенпром), по делам кустарной, мелкой промышленности и промысловой кооперации (Главкустпром), по государственному строительству (ГУС) и земледельческих хозяйств промышленных предприятий (Главземхоз). Остальными отраслями промышленности руководили секции Центрального промышленного управления (ЦПУ ВСНХ РСФСР).
В период новой экономической политики, когда национализированные предприятия промышленности действовали на основе хозрасчёта, под эгидой главных управлений ВСНХ было создано несколько всероссийских трестов — отраслевых объединений государственных предприятий — включая Резинотрест, Чаеуправление, Сахартрест и др. Для руководства производственной деятельностью трестов в ВСНХ было образовано Центральное управление государственной промышленностью (ЦУГПром ВСНХ РСФСР), а задачи экономического регулирования и планирования были возложены на Главное экономическое управление (ГЭУ ВСНХ РСФСР).
После образования СССР и появления в 1923 году общесоюзного органа — ВСНХ СССР — компетенция и структура российского вснх изменились. В частности, за ВСНХ РСФСР сохранилось общее регулированиe и управление промышленностью республики, однако добавились функции «мандатного управления», которые заключались в управлении, по поручению ВСНХ СССР, промышленностью союзного значения, расположенной на территории республики. Также добавилась обязанность передавать руководящие директивы ВСНХ СССР первичным органам — областным и губернским советам народного хозяйства и местным органам исполнительной власти там, где отсутствовали совнархозы — и контролировать их исполнение. В 1928 году в подчинении ВСНХ РСФСР находилось 30 совнархозов и 45 отделов местного хозяйства.
Развитие промышленного производства в РСФСР в процессе индустриализации и общая политика советского руководства, направленная на свёртывание рынка, привели к централизации управления промышленностью и усилению отраслевого управления. Это повлекло необходимость перестройки действовавшей с 1917 года системы совнархозов. В марте 1932 года ВСНХ РСФСР был преобразован в Наркомат лёгкой промышленности РСФСР, а совнархозы автономных республик — в наркоматы лёгкой промышленности автономных республик.

## Подчинённость
Декретом Совета народных комиссаров РСФСР от 8 августа 1918 года, ВСНХ РСФСР был определён как «экономический отдел ВЦИК» с двойным подчинением — ВЦИК и Совету народных комиссаров РСФСР.

## Структура, состав и руководящие органы
По своей структуре российский ВСНХ представлял собой совокупность отраслевых органов управления (Главвоенпром, Главсахар, Главнефть, Центрочай и др.), функциональных подразделений (финансово-экономическое, статистики и проч.) и высших органов управления ВСНХ.
В 1920-30-е годы эта структура практически полностью совпадала с тем, как был устроен ВСНХ СССР. Руководство деятельностью ВСНХ осуществляли три органа: пленум, президиум и бюро. Высшим руководящим органом ВСНХ был пленум, который собирался ежемесячно в составе 70-80 человек, представлявших различные советские и профсоюзные организации: ВЦИК, наркоматы, профсоюзы, местные советы народного хозяйства, кооперации рабочих. Полномочия членов пленума действовали в течение 6 месяцев, а состав пленума утверждался решением Политбюро. В промежутках между пленумами руководство деятельностью ВСНХ осуществляли президиум и бюро.
Президиум ВСНХ состоял из 9 человек (включая председателя ВСНХ), рядовые члены которого избирались голосованием участников пленума ВСНХ; он являлся постоянным исполнительным органом ВСНХ.
Бюро из 10-12 человек координировало текущую работу секций и отделов по управлению отдельными областями народного хозяйства.

### Комитеты

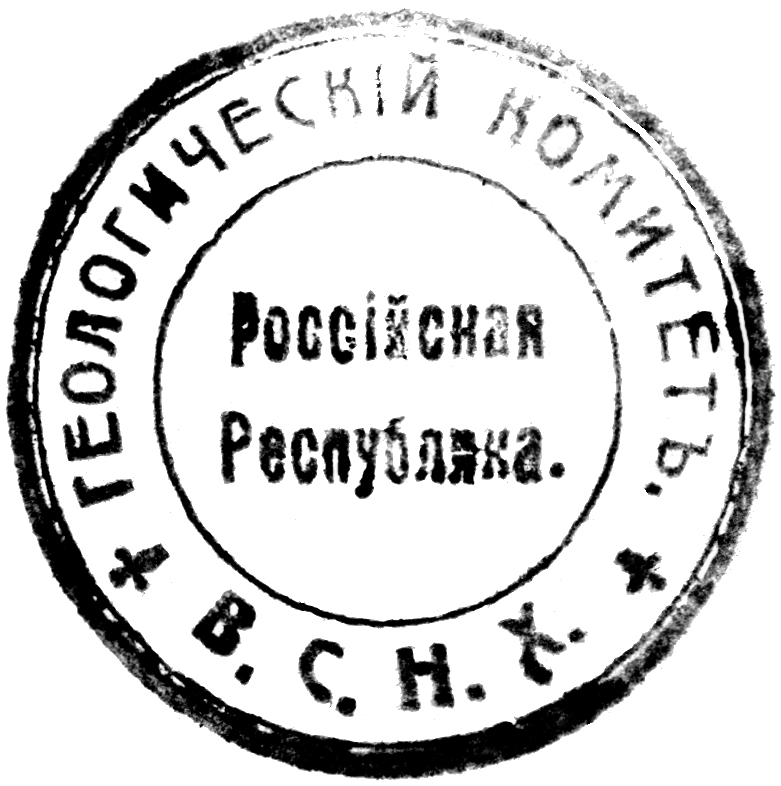

Комитеты ВСНХ
- Геологический комитет
- Главный нефтяной комитет

## Руководители
Во главе президиума ВСНХ/ВСНХ РСФСР стоял председатель ВСНХ (с 1918 года — председатель ВСНХ РСФСР). Председатель избирался ВЦИКом и обладал полномочиями народного комиссара.
Председатели ВСНХ/ВСНХ РСФСР
- В. В. Оболенский (2 декабря 1917 — 18 марта 1918)
- В. П. Милютин (и. о.) (23 марта 1918 — 3 апреля 1918)
- А. И. Рыков (4 апреля 1918 — 26 мая 1921)
- П. А. Богданов (26 мая 1921 — 9 мая 1923)
- А. И. Рыков (9 мая 1923 — 6 июля 1923)
- П. А. Богданов (7 июля 1923 — 23 ноября 1925)
- Ф. Э. Дзержинский (и. о.) (23 ноября 1925 — 4 февраля 1926)
- С. С. Лобов (4 февраля 1926 — 9 июля 1930)
- К. К. Стриевский (9 июля 1930 — 5 января 1932)

Все бывшие председатели ВСНХ/ВСНХ РСФСР были репрессированы и расстреляны в 1930—37 годы во время «сталинских чисток», за исключением Ф. Э. Дзержинского, который умер 20 июля 1926 года в Москве от сердечного приступа.
В первый состав Бюро ВСНХ, кроме В. В. Оболенского, вошли: П. Н. Амосов, Н. К. Антипов, Н. И. Бухарин, Ю. Ларин, Г. И. Ломов-Оппоков, В. П. Милютин, М. А. Савельев, П. Г. Смидович, В. М. Смирнов, Г. Я. Сокольников, В. Я. Чубарь и В. В. Шмидт.